# 倫敦傳道會
伦敦会，全名倫敦傳道會 （英語：London Missionary Society），属于新教宗派公理宗。建立於1795年，1977年與英联邦傳道會（Commonwealth Missionary Society）及英國長老會差傳委員會（Foreign Missions Committee of the Presbyterian Church of England）合併為世界傳道會（Council for World Mission）。总部位於英國伦敦。

## 在中国之活動
1807年，蘇格蘭傳教士马礼逊到达广州廣傳福音。1843年麦都思和雒魏林医生一同至上海。理雅各把英华书院从马六甲迁到香港。1855年杨格非和韦廉臣同到上海，韦氏创办广学会。1861年杨格非由上海前往湖北汉口，开辟新传教区。艾约瑟深入中国北方直隶地区，开创传教区。
1898年是有伦敦传道会皮尧士牧师（Rev. T. W. Pierce）和道济会堂（现称中华基督教会合一堂）主任王煜初牧师商议发展新界传道工作，其后亦有西人香港愉寧堂加入，组织新界傳道會，在新界屯门、荃湾、上水、大埔及离岛各地开基传道。
1919年，伦敦会在华传教士145人，在各省分布情况如下：
1. 直隶48人
2. 湖北39人
3. 福建24人
4. 广东19人
5. 江苏上海15人

1919年伦敦会在华受餐信徒11403人，在各省分布情况如下：
1. 福建3022人
2. 直隶2917人
3. 湖北2786人
4. 广东1874人
5. 江苏629人
6. 浙江175人

### 华南区

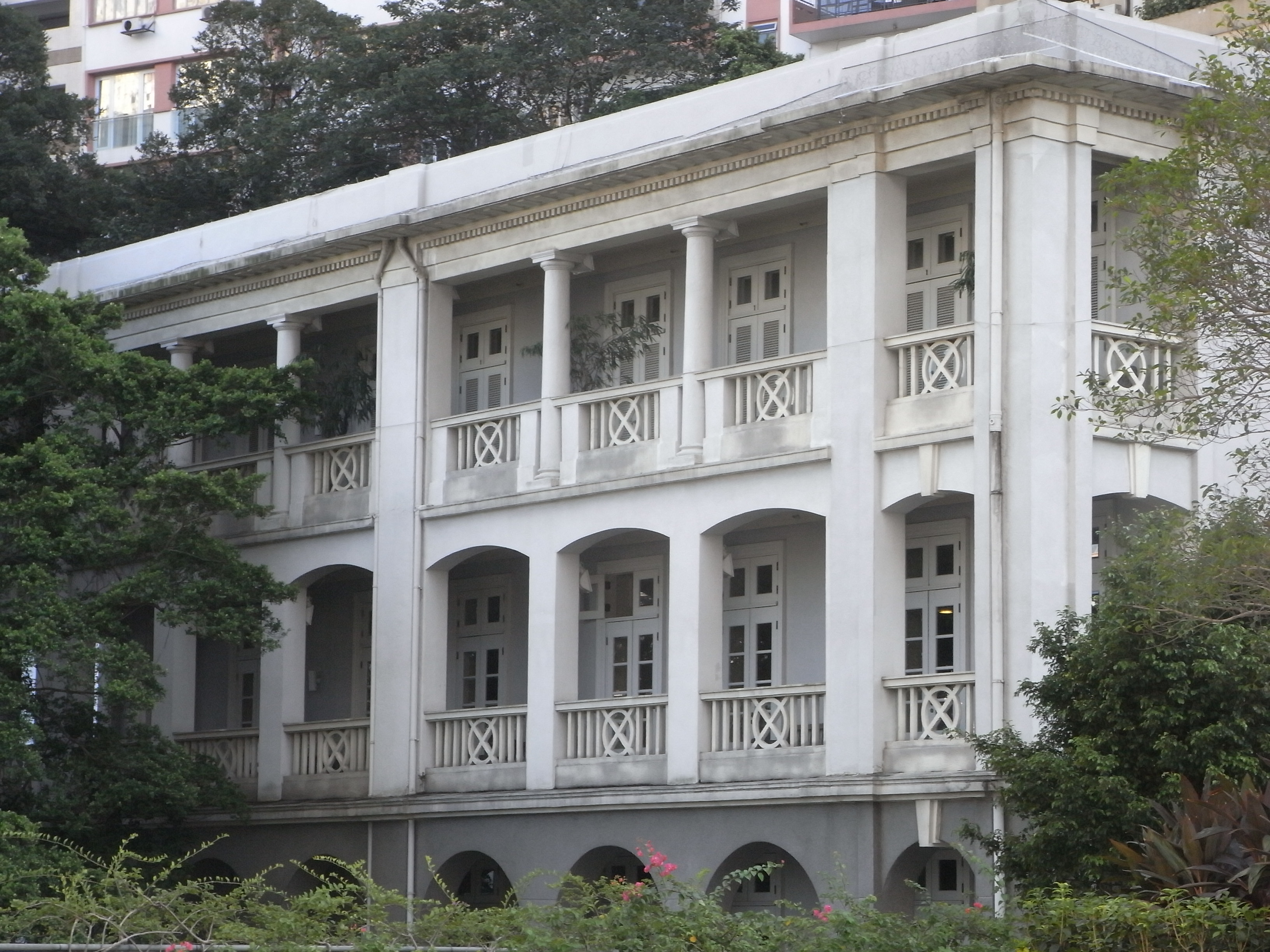
香港羅便臣道80號倫敦傳道會大樓

- 传教站：廣州（1807）、香港（1843）、博羅（1908）
- 教堂：广州惠爱堂、万善堂（1950年起停止聚會，1961年於香港復堂，並改為加入基督教中國佈道會）
- 学校：香港英華書院及英華女學校，兩校現由屬下的中華基督教會香港區會管理。
- 医院：广州金利埠（今六二三路容安街）惠爱医院（不存），香港雅麗氏何妙齡那打素醫院

### 华东区
- 传教站：上海（1843-1951）、南京（1923）
- 教堂：上海山东路天安堂、天乐堂、城中堂
- 学校：上海麦伦中学
- 医院：上海仁济医院

### 福建区
- 传教站：廈門（1844）、惠安（1866）、漳州（1888）、汀州 （1907）
- 教堂：厦门泰山堂、关隘内堂、鼓浪屿福音堂、鼓浪屿内厝沃公平路（鸡山路）18号讲道堂
- 学校：
- 医院：惠安仁世医院

### 华中区
- 传教站：漢口（1861）、武昌（1867）、孝感（1880）、黃陂（1898）、皂市（1899）
- 教堂：武昌戈甲营崇真堂、汉口格非堂
- 学校：汉口博学中学
- 医院：汉口协和医院，武昌仁济医院，皂市仁济医院，黄陂仁济医院，孝感仁济医院

### 华北区
- 传教站：北京（1861）、天津（1861）、枣强县肖张镇（1888）、沧州 （1896）、濟南 （1918）
- 教堂：北京米市堂、缸瓦市堂
- 学校：天津新学书院
- 医院：天津马大夫纪念医院、沧州博施医院、肖张医院

## 在太平洋的活動
在詹姆斯·庫克探勘太平洋諸島後，傳教士有新地點可供傳教。詹姆斯·庫克死後，教會將諸島形容為淫蕩、不道德的墮落樂園。倫敦傳道會因此派遣傳教士至大溪地、汤加塔布岛等地傳教。但因文化差異而困難重重，甚至有傳教士遭當地居民殺害，情況直到19世紀初波马雷二世皈依以及當地民眾加入傳教後有所轉變。

## 著名人物
- 马礼逊（Robert Morrison, 1782—1834）
- 米怜（William Milne，1785—1822）
- 麦都思（Walter Henry Medhurst，1796—1857）
- 理雅各（James Legge，1815—1897）
- 合信（Benjamin Hobson，1816—1873）
- 洪仁玕（1822-1864）
- 韦廉臣（Alexander Williamson, 1829—1890）
- 杨格非（Griffith John，1831－1912）
- 雒魏林（William Lockhart，1811－1896）
- 李爱锐（Eric Henry Liddell，1902－1945）

## 外部連結
- 世界傳道會（CWM）網頁
- 蘆笛：〈上海伦敦会早期藏书研究 （页面存档备份，存于）〉。